# Opostegoides sinevi
Opostegoides sinevi là một loài bướm đêm thuộc họ Opostegidae. Nó được Koslov miêu tả năm 1985. Nó được tìm thấy ở vùng Viễn Đông Nga.
Con trưởng thành bay vào tháng 5.